# 270725 Evka
270725 Evka è un asteroide della fascia principale. Scoperto nel 2002, presenta un'orbita caratterizzata da un semiasse maggiore pari a 3,0890647 au e da un'eccentricità di 0,1352787, inclinata di 2,14055° rispetto all'eclittica.